# Elecciones generales de Dominica de 1966

Imagen de escudo se armas Dominica

Elecciones generales tuvieron lugar en Dominica el 7 de enero de 1966. El Partido Laborista de Dominica obtuvo 10 de los 11 escaños disputados. La participación fue de 80.3%. 

## Resultados
| Partido                           | Votos  | %    | Asientos | +/- |
| --------------------------------- | ------ | ---- | -------- | --- |
| Partido Laborista de Dominica     | 11,735 | 65.0 | 10       | +3  |
| Partido Popular Unido de Dominica | 5,815  | 32.2 | 1        | -3  |
| Independentes                     | 568    | 3.1  | 0        | 0   |
| Votos blancos/nulos               | 1,322  | -    | -        | -   |
| Total                             | 19,380 | 100  | 11       | 0   |
| Fuente: Nohlen                    |        |      |          |     |